# Maldon (motorfiets)
Maldon is een historisch merk motorfietsen uit Australië. Het merk bestond tussen 1901 en 1910 en gebruikte Minerva inbouwmotoren.